# Locunolé
Locunolé é uma comuna francesa na região administrativa da Bretanha, no departamento Finisterra. Estende-se por uma área de 16,83 km². Em 2010 a comuna tinha 1 179 habitantes (densidade: 70,1 hab./km²).